# Wrightstown (Pennsylvania)
Wrightstown  è una township degli Stati Uniti d'America, nella contea di Bucks nello Stato della Pennsylvania. Secondo il censimento del 2010 la popolazione è di 2.995 abitanti.

## Società

### Evoluzione demografica
La composizione etnica vede una maggioranza di quella bianca ( 94,5%), seguita dagli asiatici (2,8%) dati del 2010.
| township di Wrightstown Popolazione |       |
| 2000                                | 2.839 |
| 2010                                | 2.995 |